# Alterswertminderung
Die Alterswertminderung bezeichnet die  Wertminderung einer Sache während ihrer Lebensdauer bzw. Gesamtnutzungsdauer aufgrund von Verschleiß, Abnutzung, Verbrauch oder aufgrund von Alterungsvorgängen.
Da die tatsächliche Alterswertminderung oft nicht genau festgestellt werden kann, behilft man sich für die Zwecke der Wertermittlung mit verschiedenen Näherungsverfahren.
Je nach dem angewendeten Verfahren verbleibt am Ende der Lebensdauer noch ein Restwert.

## Verfahren

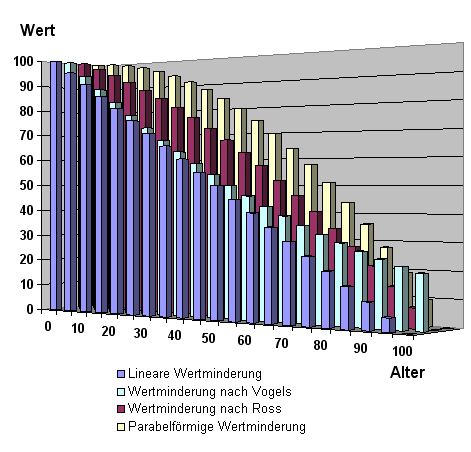
Alterswertminderung

In den nachstehenden Formeln werden folgende Bezeichnungen verwendet:
- {\displaystyle A} ist das Alter der Sache
- {\displaystyle G} ist die Gesamtnutzungsdauer oder Lebensdauer
- {\displaystyle w} ist die Alterswertminderung in %

### Lineare Alterswertminderung
Bei diesem Verfahren nimmt man an, dass der Wert einer Sache bei der Entstehung zu 100 % vorhanden ist und dann im Verlauf der Lebensdauer gleichmäßig abnimmt.
{\displaystyle w={A \over G}\times 100}

### Alterswertminderung nach Ross
Das Verfahren wurde vor allem in der Immobilienwirtschaft bei Wertermittlungen angewendet. Die Überlegung, dass eine Immobilie in den ersten Jahren ihrer Lebensdauer weniger Wertverlust hat als in den späteren, wurde in dieser Formel berücksichtigt. Seit dem 1. Juli 2010 gilt in Deutschland die Immobilienwertermittlungsverordnung (ImmoWertV). In § 23 ImmoWertV ist für den Regelfall nun eine lineare Wertminderung vorgesehen.
{\displaystyle w={1 \over 2}\times \left({\left({A \over G}\right)^{2}+{A \over G}}\right)\times 100}

### Parabelförmige Wertminderung
Bei diesem Verfahren hat die Alterswertminderung einen parabelförmigen Verlauf.
{\displaystyle w=\left({A \over G}\right)^{2}\times 100}

### Alterswertminderung nach Vogels
Dieses Verfahren beruht auf empirischen Untersuchungen von Kaufpreisen. Am Ende der Gesamtnutzungsdauer ist hier noch ein Restwert von 20 % vorhanden.
{\displaystyle w=\left({-0,4\times \left({A \over G}\right)^{2}+1,2\times {A \over G}}\right)\times 100}